# Cartel de la lessive en France
Le cartel de la lessive était une entente commerciale entre quatre fabricants de lessives sur le marché français : Unilever, Procter & Gamble, Henkel et Colgate-Palmolive . Cette entente visait notamment à déterminer les écarts de prix entre leurs lessives vendues en France – sous toutes leurs formes – et sur leur promotions. Ce cartel a duré de 1997 à 2004 (sauf entre octobre 1998 et novembre 1999).

## Découverte
Le cartel a été découvert en 2008 après qu'Unilever a dévoilé le cartel aux enquêteurs de l'autorité française de la concurrence, qui soupçonnait déjà son existence. En effet, la direction juridique d'Unilever avait obtenu un document contenant toutes les preuves sur le fonctionnement du cartel. En dévoilant et fournissant les preuves de l'existence du cartel aux autorités, Unilever bénéficie de la clémence et n'est pas sanctionné en échange de sa coopération.
Le 8 décembre 2011, l'autorité de la concurrence française condamne le cartel à une amende de 361,3 millions d'euros. Unilever ayant été le premier groupe à dénoncer le cartel, il est exonéré. Les autres groupes se partagent l'amende : Procter & Gamble : 233,6 millions d'euros, Henkel : 92,3 millions, et Colgate-Palmolive : 35,4 millions.

## Sources